# Onze-Lieve-Vrouw-Ten-Donkerekapel

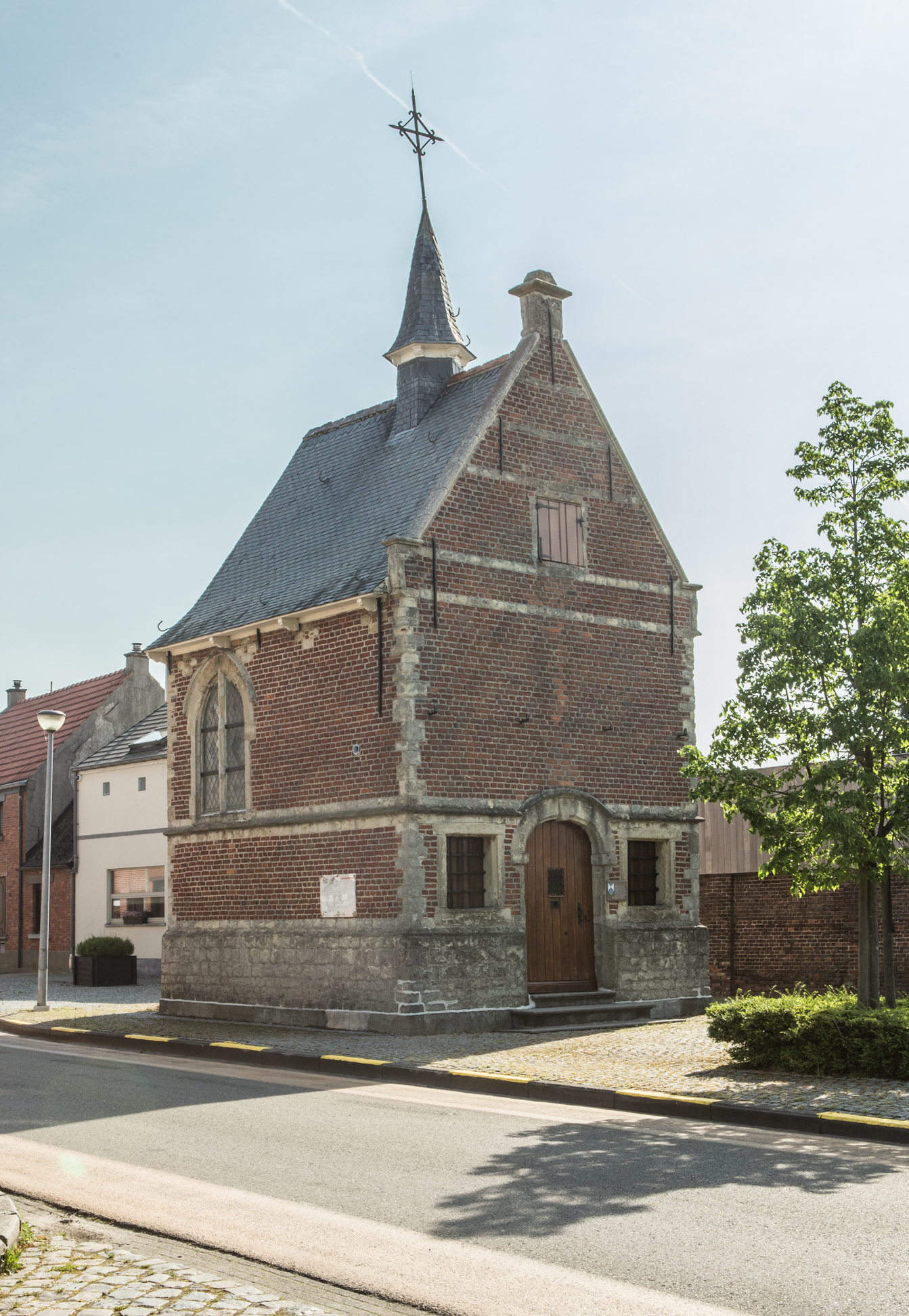
Onze-Lieve-Vrouw-Ten-Donkerekapel

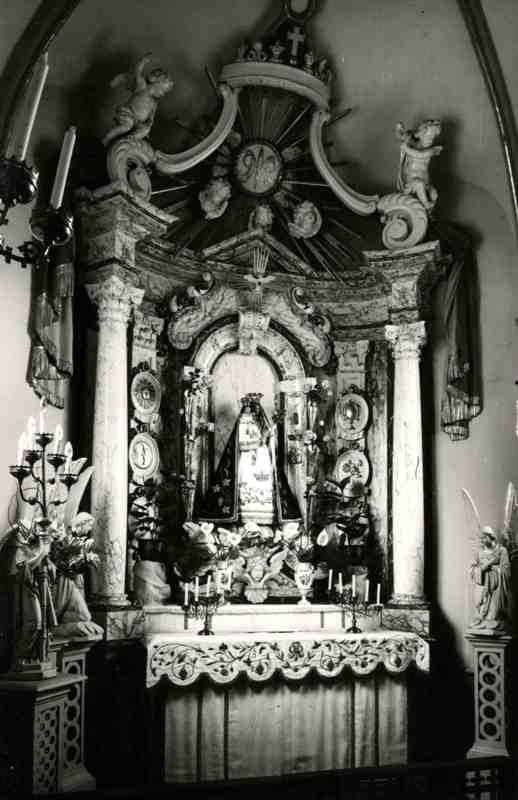
Interieur

De Onze-Lieve-Vrouw-Ten-Donkerekapel is een kapel in de Antwerpse plaats Sint-Amands, gelegen aan de Hekkestraat.

## Geschiedenis
Op deze plaats stond vermoedelijk al eeuwenlang een kapel. De huidige kapel werd in de eerste helft van de 17e eeuw gebouwd op de plaats waar voordien ook al een kapel had gestaan. In 1889 en 1974 werden herstellingswerkzaamheden uitgevoerd.

## Gebouw
De laatgotische kapel werd uitgevoerd in baksteen en Balegemse steen. Het is een kapel op rechthoekige plattegrond met driezijdig afgesloten koor. Op het dak bevindt zich een dakruiter en de voorgevel wordt gesierd door een smeedijzeren kruis.
In de kapel vindt men een portiekaltaar in barokstijl uit 1722. Hier staat een 17e-eeuws aangekleed houten Mariabeeld. Een 18e-eeuws beschilderd paneel verbeeldt: Onze-Lieve-Vrouw met Kind overhandigt rozenkrans aan Sint-Dominicus.